# Iron Avantgarde
Iron Avantgarde — дебютный полноформатный студийный альбом австрийского проекта Kreuzweg Ost, выпущенный в 2000 году лейблом Napalm Records.

## Об альбоме

### Концепция
В большей своей степени концепция альбома сфокусирована на истории Второй мировой войны. Для участников проекта было важно рассказать обо всех сторонах истории.

Мы сфокусировали внимание на любопытных деталях, машине пропаганды, попытках замолчать происходившее, лёгкостью с которой нормальные люди склонялись к исполнению воли меньшинства.

### Использованные семплы
В конце композиции Du, Gefangene! был задействован семпл из некого фильма, содержащий первый куплет из известной русской песни Очи чёрные.

## Список композиций
1. Re-Kapitulation 04:18
2. Ein Bild freudiger Lebensbejaung 07:31
3. Eduard Rüttelmeier 04:04
4. Oh no lo so, Magnifico 03:47
5. Stählerne Schwingen 03:47
6. Caki Voli 04:37
7. Kohlenklau 09:39
8. Der Feuersturm von Dresden 08:25
9. Du, Gefangene! 05:49
10. Donautaufe 09:11
11. Na Wostoke Nechewo Nowogo 04:10

## Участники записи
- Силениус
- Мартин Ширенк — программирование, изготовление семплов, ритм-секция